# Kaltengreuth
Kaltengreuth (fränkisch: Kaldn-graid) ist ein Gemeindeteil der kreisfreien Stadt Ansbach (Mittelfranken, Bayern). Kaltengreuth liegt in der Gemarkung Eyb.

## Geografie
Durch das Dorf fließt der Peuntgraben, ein linker Zufluss des Eichenbachs, der links in die Fränkische Rezat fließt. Eine Gemeindeverbindungsstraße führt nach Eyb zur Kreisstraße ANs 3 (0,7 km westlich) bzw. nach Hirschbronn (1 km östlich). Eine weitere Gemeindeverbindungsstraße verläuft nach Untereichenbach (1 km nördlich).

## Geschichte
Der Ort wurde 1316 als „ze dem kalten gereute“ erstmals urkundlich erwähnt. Da kalt ein Synonym für schlecht ist, kann man aus dem Ortsnamen ableiten, dass der Boden damals schwer und unergiebig war. Laut dem Salbuch der Deutschordenskommende Nürnberg aus dem Jahr 1343 gehörten „7 Lehen und Greut“ dem Stadtvogteiamt Eschenbach.
Gegen Ende des 18. Jahrhunderts gab es in Kaltengreuth vier Anwesen und ein Gemeindehirtenhaus. Das Hochgericht übte das brandenburg-ansbachische Hofkastenamt Ansbach aus. Die Dorf- und Gemeindeherrschaft hatte das Rittergut Neuendettelsau der Herren von Eyb. Grundherren waren das Rittergut Neuendettelsau (2 Halbhöfe) und das Rittergut Frohnhof der Herren von Eyb (2 Halbhöfe). Es gab drei Untertansfamilien. Von 1797 bis 1808 unterstand der Ort dem Justiz- und Kammeramt Ansbach.
Im Rahmen des Gemeindeedikts wurde Kaltengreuth dem 1808 gebildeten Steuerdistrikt Eyb und der 1811 gegründeten Ruralgemeinde Eyb zugeordnet. In der freiwilligen Gerichtsbarkeit unterstanden zwei Anwesen von 1822 bis 1836 dem Patrimonialgericht Frohnhof.
Kaltengreuth wurde am 1. Oktober 1970, also noch vor der Gebietsreform in Bayern, in die Stadt Ansbach eingegliedert.

## Einwohnerentwicklung
| Jahr      | 001818 | 001840 | 001861 | 001871 | 001885 | 001900 | 001925 | 001950 | 001961 | 001970 | 001987 |
| Einwohner | 33     | 31     | 35     | 32     | 42     | 36     | 39     | 68     | 58     | 81     | *      |
| Häuser    | 5      | 5      |        |        | 5      | 5      | 6      | 7      | 10     |        | *      |
| Quelle    | [ 15 ] | [ 16 ] | [ 17 ] | [ 18 ] | [ 19 ] | [ 20 ] | [ 21 ] | [ 22 ] | [ 23 ] | [ 24 ] | [ 25 ] |

## Religion
Der Ort ist seit der Reformation evangelisch-lutherisch geprägt und war ursprünglich nach St. Johannis (Ansbach) gepfarrt, seit 1809 ist die Pfarrei St. Lambertus (Eyb) zuständig. Die Einwohner römisch-katholischer Konfession sind nach St. Ludwig (Ansbach) gepfarrt.